# Adriatische Plaat
| Geologie van de Alpen |
| --- |
| Weisshorn |
| Tektonische indeling |
| Molassebekken |
| Helvetische Zone |
| Penninische Dekbladen |
| Austroalpiene Dekbladen |
| Zuidelijke Alpen |
| Geologische structuren |
| Aarmassief · Dent Blanche-nappe · Engadin-venster · Hohe Tauern-venster · Periadriatische lijn · Ivrea-zone · Lepontin dome · Rhône-Simplonlijn · Sesia-zone |
| Paleogeografische gebieden |
| Valais-oceaan |
| Briançonnais microcontinent |
| Piëmont-Liguriëbekken |
| Apulische of Adriatische plaat |
| Portaal Geologie |

De Adriatische of Apulische Plaat is een tektonische plaat die aan het eind van het Mesozoïcum, in het Krijt, afgebroken is van het supercontinent Pangaea. Met de term Adriatische Plaat wordt meestal alleen het noordelijke deel van de Apulische Plaat bedoeld. Dit deel van de plaat is gedeformeerd tijdens de Alpiene plooiing, waarbij de Adriatische/Apulische Plaat botste met de Euraziatische Plaat.
De breuklijn die daarbij is ontstaan vormt de grens tussen de Centrale en Zuidelijke Alpen, dit wordt ook wel de Periadriatische lijn genoemd.
De Alpen zijn meer beïnvloed door deze botsing dan de vorming van de centrale Dolomieten.
De Dolomieten zijn stugger en moeilijk vervormbaar. Wel is de porfierlaag omhooggekomen uit zee, als onderdeel van de Adriatische plaat die onder de Euraziatische schoof.

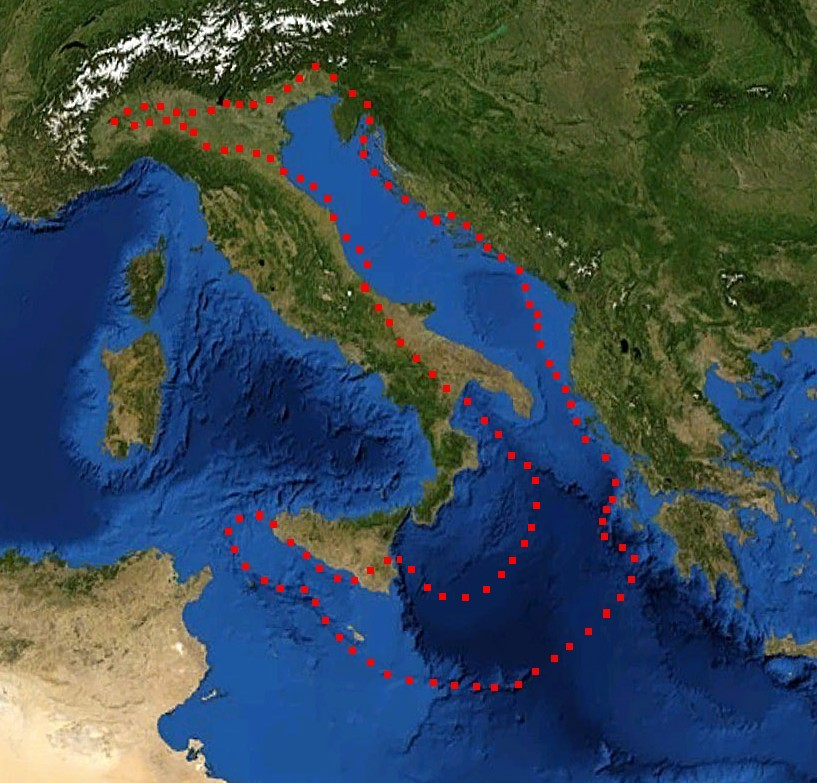
De Adriatische plaat